# نانسي جاكوب
نانسي جاكوب (بالإنجليزية: Nancy Jacob)‏ هي مصورة أمريكية، ولدت في 1947.